# Reiningue
Reiningue (ném.: Reiningen) település Franciaországban, Haut-Rhin megyében. Lakosainak száma 1923 fő (2022. január 1.). Reiningue Cernay, Lutterbach, Morschwiller-le-Bas, Heimsbrunn, Schweighouse-Thann, Burnhaupt-le-Bas, Burnhaupt-le-Haut, Aspach-le-Bas és Wittelsheim községekkel határos.

## Népesség
A település népessége az elmúlt években az alábbi módon változott:
| Lakosok száma | 1910 | 1965 | 1998 | 1981 | 1981 | 1979 | 1986 | 1951 | 1923 |
|               | 2013 | 2015 | 2016 | 2017 | 2018 | 2019 | 2020 | 2021 | 2022 |